# Luz Rodriguez (ativista)
Luz Rodriguez (Nova Iorque, 7 de março de 1956) é uma defensora dos direitos reprodutivos de Porto Rico.

## Biografia
Luz Rodriguez nasceu a 7 de março de 1956 na cidade de Nova York, filha dos imigrantes porto-riquenhos Elsa Rodriguez Vazquez e Luis Rodriguez Nieto, Sr. Ela foi criada no Lower East Side. As actividades e movimentos comunitários de Rodriguez da época, incluindo os Young Lords, os Panteras Negras e o movimento pelos direitos civis, influenciaram a sua consciência política e de justiça social ao longo da sua carreira.
Em 1974, ela formou-se na Seward Park High School. De 1976 a 1978 Rodriguez estudou dança no Pratt Institute antes de receber o seu diploma de Bacharel em Ciências pela New York University (NYU) em 1982. Enquanto estava na NYU, ela pesquisou a esterilização e as experiências de controlo da natalidade das empresas farmacêuticas em mulheres porto-riquenhas depois de ouvir algumas das suas histórias enquanto cresciam. Esta foi a sua primeira exposição ao controle populacional e isto impactou o seu activismo posterior pelos direitos reprodutivos. Ela obteve um mestrado em liderança sem fins lucrativos pela Fordham University.
Em 1996, ela tornou-se a diretora da Mesa Redonda Latina sobre Saúde e Direitos Reprodutivos. De 1997 a 1998, Rodriguez liderou uma série de reuniões sobre infecções do trato reprodutivo entre mulheres negras com a Fundação Ford. O que resultou dessas reuniões foi o consenso de que as mulheres negras deveriam representar-se a si mesmas e às suas comunidades. Isso levou à fundação do Coletivo SisterSong Mulheres de Cor pela Justiça Reprodutiva. Ela tornou-se co-presidente do SisterSong Management Circle em 2011.
Ela também esteve envolvida com a Casa Atabex Aché, o Centro de Desenvolvimento da Mulher Dominicana, o Centro de Fundação, Henry Street Settlement, o Centro de Recursos da Família de East Side e o Centro de Desenvolvimento da Mulher Dominicana.
Em 1994, Rodriguez foi premiada com uma Residência Windcall pelo seu ativismo. A sua história oral e artigos foram preservados nos Arquivos de História das Mulheres “Voices of Feminism” no Smith College.